# 陸奥横浜駅
陸奥横浜駅（むつよこはまえき）は、青森県上北郡横浜町字舘ノ後（たてのうしろ）にある、東日本旅客鉄道（JR東日本）大湊線の駅。

## 歴史
- 1921年（大正10年）3月20日：大湊線部分開通（野辺地駅 - 当駅間）に伴い開業[1]。
- 1972年（昭和47年）3月15日：貨物の取り扱いを廃止[1]。
- 1987年（昭和62年）4月1日：国鉄分割民営化によりJR東日本の駅となる[1]。
- 1999年（平成11年）12月4日：業務委託化。陸奥横浜駅長が廃止され、大湊駅管理下となる。
- 2021年（令和3年）
  - 3月12日：窓口の営業を終了[3]。
  - 3月13日：終日無人化[3]。
- 2023年（令和5年）12月25日：駅舎をJR東日本盛岡支社から横浜町へ譲渡[報道 2]。
- 2024年（令和6年）
  - 3月31日：駅舎リニューアル完成を祝う式典を挙行[4][新聞 1]。
  - 10月1日：えきねっとQチケのサービスを開始[2][報道 3]。

## 駅構造
島式ホーム1面2線を有する地上駅である。木造駅舎を有する。駅舎側に横取線が1本ある。大湊線の途中駅では唯一の交換可能駅。跨線橋はなく、ホームとは構内踏切により連絡している。
無人駅である（青森駅管理）。無人化される前まではJR東日本東北総合サービスが駅業務を受託する業務委託駅であった。
JR東日本盛岡支社では2023年（令和5年）4月以降、待合室のリニューアル、間仕切壁の改良、外壁や屋根の塗り替えなどの駅舎改良工事を行い、同年12月25日に横浜町へ駅舎が譲渡されることになっている。また、駅舎改良工事後も、横浜町による駅舎活用に向けてリニューアル工事が実施され、2024年（令和6年）3月31日に完成した。

### のりば
| ホーム | 路線    | 方向 | 行先       |
| ------ | ------- | ---- | ---------- |
| 駅舎側 | ■大湊線 | 下り | 大湊方面   |
| 反対側 | ■大湊線 | 上り | 野辺地方面 |

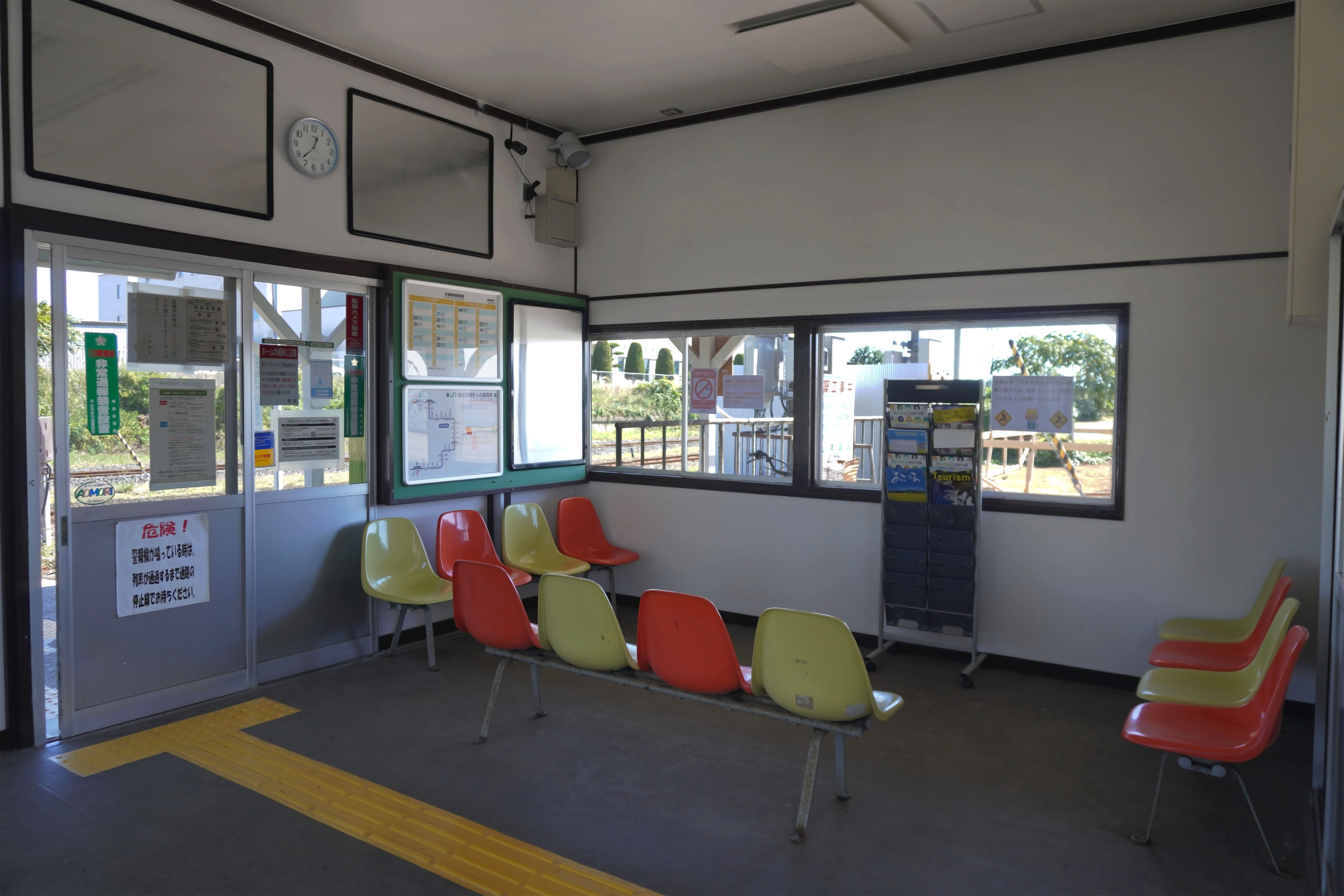
駅舎内（2024年9月）
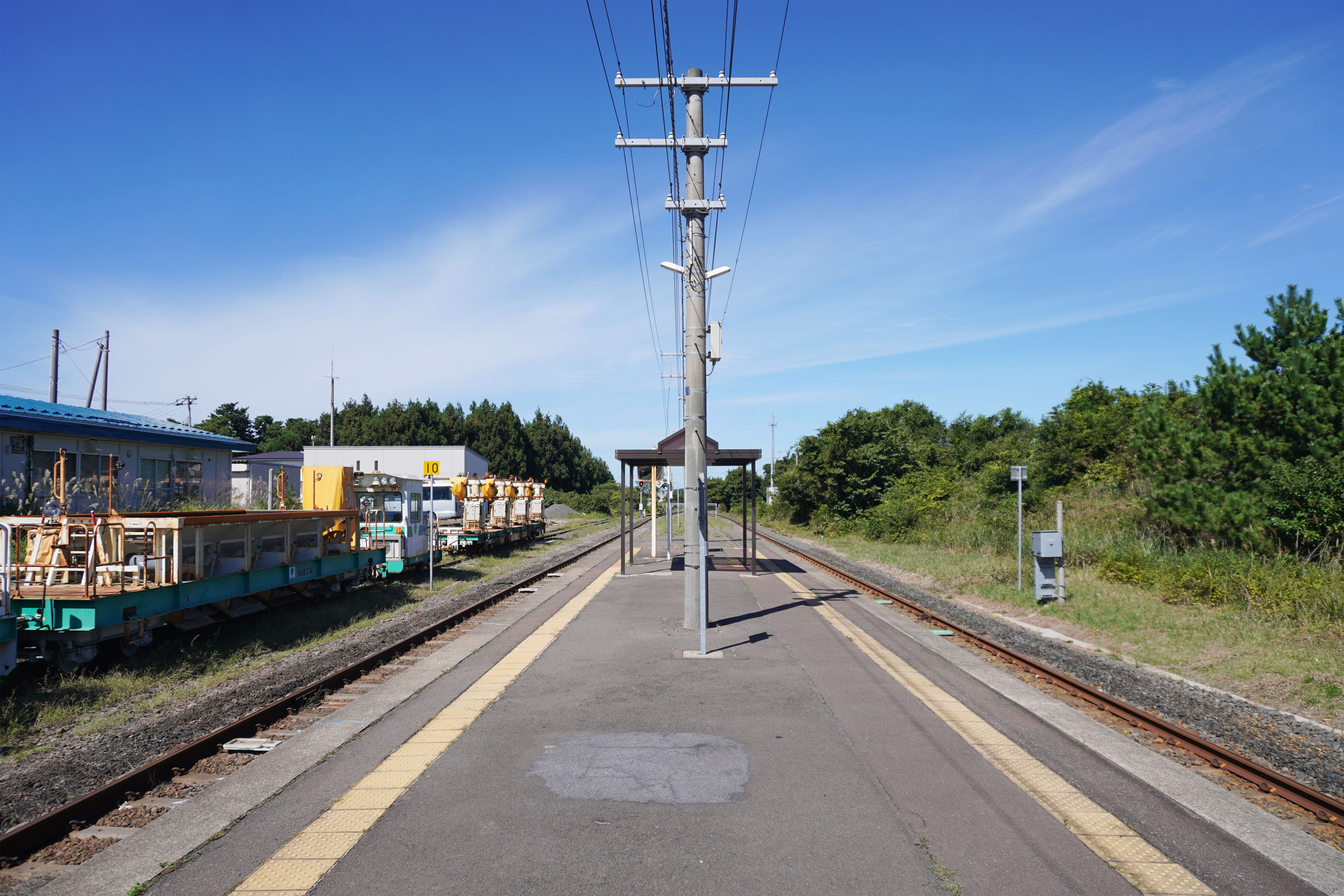
ホーム（2024年9月）
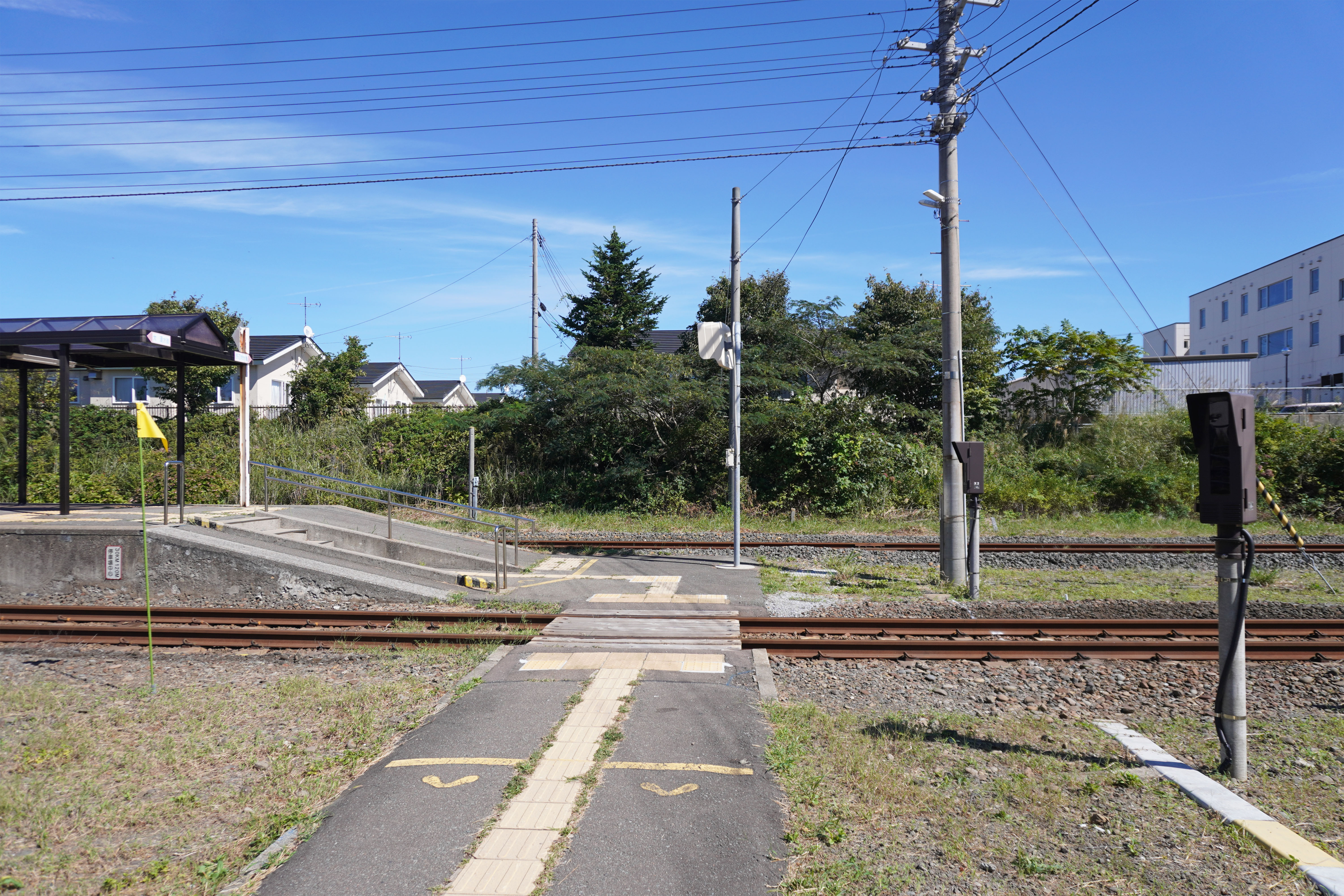
構内踏切（2024年9月）

## 利用状況
JR東日本によると、2000年度（平成12年度）- 2019年度（令和元年度）の1日平均乗車人員の推移は以下のとおりであった。
| 1日平均乗車人員推移 | 1日平均乗車人員推移 | 1日平均乗車人員推移 | 1日平均乗車人員推移 | 1日平均乗車人員推移 |
| 年度                | 定期外              | 定期                | 合計                | 出典                |
| ------------------- | ------------------- | ------------------- | ------------------- | ------------------- |
| 2000年（平成12年）  |                     |                     | 134                 | [ 利用客数 1 ]      |
| 2001年（平成13年）  |                     |                     | 115                 | [ 利用客数 2 ]      |
| 2002年（平成14年）  |                     |                     | 120                 | [ 利用客数 3 ]      |
| 2003年（平成15年）  |                     |                     | 110                 | [ 利用客数 4 ]      |
| 2004年（平成16年）  |                     |                     | 98                  | [ 利用客数 5 ]      |
| 2005年（平成17年）  |                     |                     | 88                  | [ 利用客数 6 ]      |
| 2006年（平成18年）  |                     |                     | 96                  | [ 利用客数 7 ]      |
| 2007年（平成19年）  |                     |                     | 85                  | [ 利用客数 8 ]      |
| 2008年（平成20年）  |                     |                     | 91                  | [ 利用客数 9 ]      |
| 2009年（平成21年）  |                     |                     | 92                  | [ 利用客数 10 ]     |
| 2010年（平成22年）  |                     |                     | 82                  | [ 利用客数 11 ]     |
| 2011年（平成23年）  |                     |                     | 74                  | [ 利用客数 12 ]     |
| 2012年（平成24年）  | 16                  | 46                  | 63                  | [ 利用客数 13 ]     |
| 2013年（平成25年）  | 16                  | 58                  | 75                  | [ 利用客数 14 ]     |
| 2014年（平成26年）  | 15                  | 48                  | 64                  | [ 利用客数 15 ]     |
| 2015年（平成27年）  | 16                  | 54                  | 71                  | [ 利用客数 16 ]     |
| 2016年（平成28年）  | 19                  | 48                  | 68                  | [ 利用客数 17 ]     |
| 2017年（平成29年）  | 14                  | 55                  | 69                  | [ 利用客数 18 ]     |
| 2018年（平成30年）  | 14                  | 55                  | 70                  | [ 利用客数 19 ]     |
| 2019年（令和元年）  | 14                  | 52                  | 67                  | [ 利用客数 20 ]     |

## 駅周辺
横浜町の商店街は、少し離れた所にある。
- 横浜町役場
- 横浜町民図書館
- 横浜町町民体育センター
- 横浜郵便局
- 道の駅よこはま
- 青森県道179号泊陸奥横浜停車場線

## 登場する作品
テレビアニメ『CLANNAD ～AFTER STORY～』（2008年〈平成20年〉 - 2009年〈平成21年〉放送）では、第18話と最終話に登場した。同作には横浜町の菜の花畑なども登場し、聖地巡礼に訪れるファンも多い。
テレビアニメ『ワールドダイスター』（2023年〈令和5年〉放送）では、鳳ここなと静香が始発列車を待ちながら演技をするシーンに登場した。

## 隣の駅
東日本旅客鉄道（JR東日本）
■大湊線
□快速「しもきた」
野辺地駅 - 陸奥横浜駅 - （一部近川駅） - 下北駅
■普通
吹越駅 - 陸奥横浜駅 - 有畑駅

### 記事本文

#### 報道発表資料
1. 1 2 3 4  「JR大湊線「陸奥横浜駅」駅舎譲渡に伴う工事着手のお知らせ (PDF)」（プレスリリース）、横浜町／東日本旅客鉄道盛岡支社、2023年3月23日。2023年4月20日閲覧。
2. 1 2 3  「JR大湊線「陸奥横浜駅」駅舎譲渡及び工事進捗状況のお知らせ (PDF)」（プレスリリース）、横浜町／東日本旅客鉄道盛岡支社、2023年12月20日。2023年12月20日閲覧。
3. ↑  「Suicaエリア外もチケットレスで! 東北エリアから「えきねっとQチケ」がはじまります (PDF)」（プレスリリース）、東日本旅客鉄道、2024年7月11日。2024年8月21日閲覧。

#### 新聞記事
1. 1 2  「交流空間 町民に開放／陸奥横浜駅改修」『東奥日報』2024年4月1日。オリジナルの2024年6月2日時点におけるアーカイブ。2024年6月2日閲覧。

### 利用状況
1. ↑  「JR東日本：各駅の乗車人員（2000年度）」東日本旅客鉄道。2025年7月4日閲覧。
2. ↑  「JR東日本：各駅の乗車人員（2001年度）」東日本旅客鉄道。2025年7月4日閲覧。
3. ↑  「JR東日本：各駅の乗車人員（2002年度）」東日本旅客鉄道。2025年7月4日閲覧。
4. ↑  「JR東日本：各駅の乗車人員（2003年度）」東日本旅客鉄道。2025年7月4日閲覧。
5. ↑  「JR東日本：各駅の乗車人員（2004年度）」東日本旅客鉄道。2025年7月4日閲覧。
6. ↑  「JR東日本：各駅の乗車人員（2005年度）」東日本旅客鉄道。2025年7月4日閲覧。
7. ↑  「JR東日本：各駅の乗車人員（2006年度）」東日本旅客鉄道。2025年7月4日閲覧。
8. ↑  「JR東日本：各駅の乗車人員（2007年度）」東日本旅客鉄道。2025年7月4日閲覧。
9. ↑  「JR東日本：各駅の乗車人員（2008年度）」東日本旅客鉄道。2025年7月4日閲覧。
10. ↑  「JR東日本：各駅の乗車人員（2009年度）」東日本旅客鉄道。2025年7月4日閲覧。
11. ↑  「JR東日本：各駅の乗車人員（2010年度）」東日本旅客鉄道。2025年7月4日閲覧。
12. ↑  「JR東日本：各駅の乗車人員（2011年度）」東日本旅客鉄道。2025年7月4日閲覧。
13. ↑  「JR東日本：各駅の乗車人員（2012年度）」東日本旅客鉄道。2025年7月4日閲覧。
14. ↑  「各駅の乗車人員 2013年度 ベスト100以外（9）：JR東日本」東日本旅客鉄道。2025年7月4日閲覧。
15. ↑  「各駅の乗車人員 2014年度 ベスト100以外（9）：JR東日本」東日本旅客鉄道。2025年7月4日閲覧。
16. ↑  「各駅の乗車人員 2015年度 ベスト100以外（9）：JR東日本」東日本旅客鉄道。2025年7月4日閲覧。
17. ↑  「各駅の乗車人員 2016年度 ベスト100以外（9）：JR東日本」東日本旅客鉄道。2025年7月4日閲覧。
18. ↑  「各駅の乗車人員 2017年度 ベスト100以外（9）：JR東日本」東日本旅客鉄道。2025年7月4日閲覧。
19. ↑  「各駅の乗車人員 2018年度 ベスト100以外（8）：JR東日本」東日本旅客鉄道。2025年7月4日閲覧。
20. ↑  「各駅の乗車人員 2019年度 ベスト100以外（8）：JR東日本」東日本旅客鉄道。2025年7月4日閲覧。